# エプロン斜面
エプロン斜面（えぷろんしゃめん、英: archipelagic apron, apron slope）は、主として南太平洋の島嶼や海山群の周囲にみられる海底地形の一つ。急な海底斜面の基部にみられるなだらかな傾斜を持つ扇状の斜面で、堆積物で構成される。ヘンリー・ウィリアム・メナードが1956年の論文でエプロンに形が似ているからとこの名称を提唱した。エプロン斜面を構成する海底堆積物の表面は滑らかなものが多いが、中には粗いものもある。
エプロン斜面の体積は、それが隣接する島の何倍もあることが多い。よって島の海抜が高い部分から流出した堆積物で構成されているとは考えにくい。土石流や火砕流によって形成された可能性が高く、その後混濁流によって変形されて現在のような形になったと考えられる。エプロン斜面は太平洋の海盆の面積の8%を占める。